# 일수죄
일수죄(溢水罪)는 물을 넘겨
① 사람의 주거에 사용하거나 사람의 현존하는 건조물·전차·선박·항공기 또는 광갱을 침해(侵害)하는 죄(177조 전단),
②이로 인하여 사람을 사상에 이르게 하는 죄(177조 후단),
③공용 또는 공익에 공하는 ①에 기재한 물건을 침해하는 죄(178조),
④ ①·②에 기재한 이외의 건조물·기차·전차·자동차·선박·항공기 또는 광갱 기타 타인의 재산을 침해하는 죄(179조 1항) 및
⑤ 자기의 소유에 속하는 ④의 물건을 침해하여 공공의 위험을 발생하게 하는 죄(179조 2항)를 말한다.
본죄의 보호법익은 공공의 평온이고 본죄는 공공위험죄이다. '물을 넘겨' 즉 일수(溢水)란 물의 자연력(수력)을 해방하여 그것을 범람시키는 것이다. '침해'란 수력에 의하여 물건의 효용의 일부 또는 전부를 멸각(滅却)시키는 것이다. 자기의 소유에 속하는 물건이라도 압류 기타의 강제처분을 받거나 타인의 권리 또는 보험의 목적물이 된 때에는 타인의 물건으로 간주함은 방화의 경우와 같다(179조 3항,176조).
①·③·④는 추상적 위험범, ⑤는 구체적 위험범, ②는 결과적 가중범이다. ①·③·④의 미수범(182조) 및 예비·음모(183조)를 처벌한다.